# Id est
Id est é uma expressão Latim que significa ‘isto é’, cuja abreviatura i.e. É muito utilizado em definições matemáticas e demonstrações de teoremas, lemas e corolários. Expressão usada para iniciar uma explicação adicional em relação a algo que foi dito anteriormente. Essa abreviação é muito comum em inglês, existindo ainda outras que também são bastante conhecidas, como e.g. "exempli gratia", que significa "por exemplo" ou etc. (et cetera).